# Breitbrunn (Basse-Franconie)
Pour les articles homonymes, voir Breitbrunn.
Breitbrunn est une commune de Bavière (Allemagne), située dans l'arrondissement de Hassberge, dans le district de Basse-Franconie.